# Darina Kováčová
Darina Kováčová (* 20. května 1986 Most) je česká regionální politička a pedagožka. Působí jako učitelka na Gymnáziu Kadaň. V letech 2016 až 2020 byla členkou zastupitelstva Ústeckého kraje,v letech 2018–2022 byla starostkou Jirkova. Vystudovala magisterský obor historie a francouzská filologie na Filozofické fakultě Univerzity Palackého v Olomouci. Část studia strávila v zahraničí v Lotrinsku, v Paříži absolvovala několik stáží.
Ve volebním období od roku 2014 byla obecní zastupitelkou v Jirkově. V roce 2018 vedla v Jirkově kandidátku hnutí ANO 2011 a byla jedinou kandidátkou na pozici starostky. Stejně tak dosavadní místostarostka Dana Jurštaková z ODS neměla protikandidáta. Zastupitelé je pak při veřejné volbě zvolili do navržených funkcí.
V krajských volbách v roce 2020 však již nekandidovala.